# Conus erythraeensis
Conus erythraeensis é uma espécie de gastrópode do gênero Conus, pertencente à família Conidae.